# ريتشارد جون
ريتشارد جون (بالألمانية: Richard John)‏ هو عسكري ألماني، ولد في 21 يونيو 1896 في فيلهلمسهافن في ألمانيا، وتوفي في 19 فبراير 1965 في غارميش-بارتنكيرشن في ألمانيا.